# 19188 Dittebesard
19188 Dittebesard este un asteroid din centura principală de asteroizi.

## Descriere
19188 Dittebesard este un asteroid din centura principală de asteroizi. A fost descoperit pe 30 decembrie 1991 la Observatoire de Haute-Provence de Eric Walter Elst. Asteroidul prezintă o orbită caracterizată de o semiaxă mare de 2,70 ua, o excentricitate de 0,18 și o înclinație de 11,7° în raport cu ecliptica.